# Арка Дарвіна
1°40′19″ пн. ш. 91°59′27″ зх. д. / 1.671986° пн. ш. 91.990725° зх. д.
Арка Дарвіна — геологічне утворення, природна арка на Галапагоських островах. Знаходилася за 1 км на південний схід від острова Дарвіна. В найвищій точці утворення сягало 18 м заввишки. 17 травня 2021 року арка обвалилася через природну ерозію, залишивши два стовпи.